# Sərhədabad
Sərhədabad è un comune dell'Azerbaigian situato nel distretto di Cəlilabad. Conta una popolazione di 1 595 abitanti.